# Bogatowo (przystanek kolejowy)
Bogatowo (ros. Богатово) – przystanek kolejowy w miejscowości Bogatowo, w rejonie polesskim, w obwodzie królewieckim, w Rosji. Położony jest na linii Królewiec – Sowieck.

## Historia
Dawniej stacja kolejowa. W okresie przynależności tych terenów do Niemiec nosiła nazwę Eichenrode. Przebudowana do przystanku w XXI w.